# 沈阳沙俄东正教堂
沙俄东正教堂（俄语：Храм-памятник Христа Спасителя，救世主战争纪念小教堂），又称奉天露国忠魂碑，是一座为日俄战争中阵亡的俄国军人修建的纪念建筑，位于辽宁省沈阳市和平区西塔附近的图们路72号，2004年被沈阳市文物局认定为“沈阳市不可移动文物”。

## 历史
1902年，沙俄政府在奉天火车站西北方的西塔地区购得土地13,085平方米。
日俄战争之后，为了纪念奉天会战死去的俄国士兵，俄国征得日本驻奉天领事馆同意后，在原俄国铁道用地东侧修建起教堂，并在周围建墓地，用以埋葬日俄战争中战死的俄国士兵和举行葬礼，这座东正教堂于1911年开工，1912年建成。
日本统治满铁附属地期间称为“奉天露国忠魂碑”。日本人天主教徒铃木出资以担任堂守，管理维护该堂。铃木死后，由白俄牧师接替管理。:129
沈阳解放后，此处成为苏军烈士陵园。1995年7月，苏军烈士陵园迁移至北陵公园东侧的上岗子，而这座建筑依然留在原地。该建筑现址东面为和平区委党校，西面是沈阳市民政局殡葬服务中心，两家单位之间有围墙分隔。现被作为沈阳市民政局殡葬服务中心的仓库使用。

## 形制

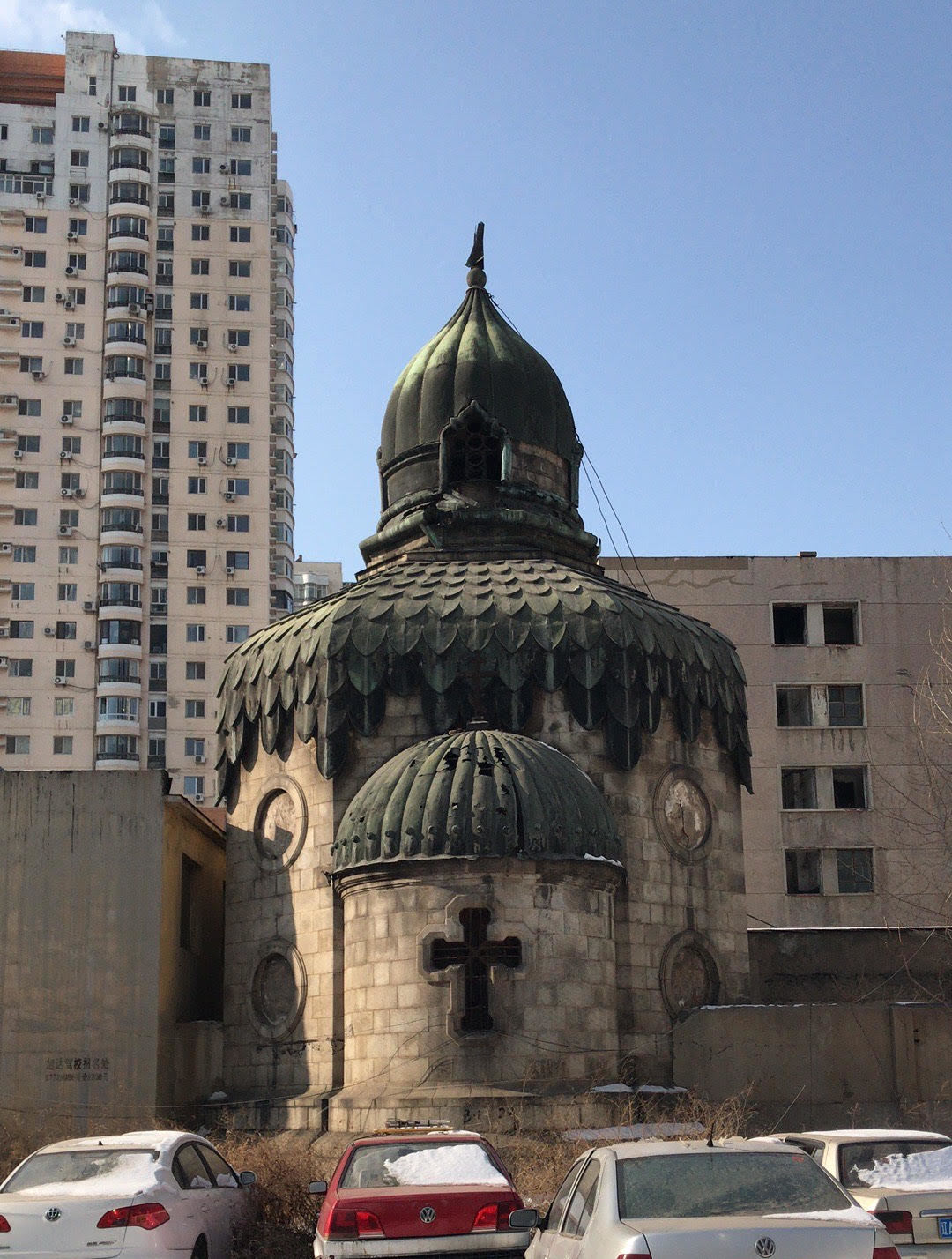
2021年现状

高约10米，占地面积约15平方米，通体呈八角形，西面有门，东面凸出圆形部分，上有透龙“十字”装饰；整个建筑物为青石砌筑，屋顶饰以象征古代武士盔甲的鳞片状的瓦，顶部是武士盔。